# Chapelle Notre-Dame-de-Consolation de Thiézac
La chapelle Notre-Dame-de-Consolation est une chapelle située en France sur la commune de Thiézac (Cantal), en région Auvergne-Rhône-Alpes.

## Historique
Probablement construite entre la fin du XIIe et le début du XIIIe siècle, la chapelle fut restaurée au XVe siècle, possiblement après une apparition mariale selon la tradition. Elle fut agrandie au XVIIe siècle et transformée en temple de la Raison en 1794. Son décor peint de 1667 a été restauré au Second Empire puis vers 1930,.

### Protection
La chapelle est classée au titre des monuments historiques par arrêté du 30 décembre 1980.

## Description
L’édifice se compose d’une nef unique voûtée, se terminant par une abside en cul-de-four, fermée par une cloison contre laquelle est installé l’autel. L’absence de modénature rend la datation précise difficile.